# Uczennice Boskiego Mistrza
Pobożne Uczennice Boskiego Mistrza, siostry pobożne uczennice Boskiego Mistrza, zgromadzenie zakonne typu kontemplacyjno-czynnego, założone przez ks. Jakuba Alberione 10 lutego 1924 roku, a zatwierdzone przez papieża Jana XXIII 30 sierpnia 1960 roku.

## Zgromadzenie dziś
Zgromadzenie jest obecne w 28 krajach i liczy 1300 sióstr.

## Uczennice Boskiego Mistrza w Polsce
Pojawiły się w Polsce w 1935 roku. Obecnie są skupione w 8 wspólnotach w 4 miastach Polski (Częstochowa, Warszawa, Lublin i Olsztyn).

## Cel zgromadzenia
Ks. Alberione opisał siostry jako: "korzenie wielkiego drzewa Rodziny Świętego Pawła, które ożywiają i poruszają ją od wewnątrz." Cała ich działalność wypływa z nieustannej modlitwy przed Jezusem Eucharystycznym w intencji Rodziny Świętego Pawła, Kościoła i świata ze szczególnym zwróceniem uwagi na środki masowego przekazu. Zajmują się również głoszeniem Piękna, które zbawia świat poprzez ukazywanie Zmartwychwstałego Pana wszystkim, z którymi się spotykają, poprzez wytwarzanie i rozpowszechnianie wszystkiego, co służy do kultu i służby Bożej.

## Strój zakonny
Uczennice Boskiego Mistrza w Polsce noszą niebieski habit oraz welon w kolorze habitu. Występują też habity białe które używane są latem i do pracy. Na Śluby i codzienną adorację na habit zakładany jest biały szkaplerz, oraz długi błękitny welon.